# 三遊亭円楽 (7代目)
七代目 三遊亭 円楽（さんゆうてい えんらく、1977年11月7日 - ）は、東京都・荒川区出身の落語家。五代目円楽一門会、落語芸術協会所属。本名は家入 一夫（いえいり かずお）。出囃子は元禄花見踊。父は同じく落語家の三遊亭好楽。

## 概要
本名「一夫」は父好楽の前師匠、八代目林家正蔵（彦六）が命名、入門時の高座名「王楽」は師匠圓楽が命名。ちなみに、六代目圓橘など、好楽が九蔵時代からの古いつきあいのある落語家からは、「王楽」とは呼ばれず、子ども時代からの名残で「カズ」と呼ばれているとのこと。
駒澤大学高等学校、駒澤大学文学部英文学科卒業。2001年5月、五代目三遊亭圓楽に入門。父好楽と同じ五代目圓楽を師匠としたため、好楽とは親子だが兄弟弟子という落語界では珍しい特殊な関係であり、好楽を「兄さん」と呼べる位置にいながら、親子会の他にも好楽一門会の落語会に出演することも多々ある。高座名は「王楽」を名乗る。「王楽」という名は師匠・五代目圓楽が若い頃に「星の王子さま」の愛称で親しまれていたことに由来する。自身は「二代目星の王子さま」などの愛称がある。また、他の名前の候補には「光楽」「聖楽」があった。
2004年5月、二ツ目昇進。2005年10月23日から師匠五代目圓楽が脳梗塞で『笑点』を休演したころから「三遊亭圓楽の27番弟子、最後の弟子でございまして…」という挨拶から入ることが多くなり、2007年2月25日に師匠圓楽が現役引退を表明したため、最後の弟子が王楽で確定した。なお、圓楽自身がインタビューの中で王楽を「最後の弟子である」と言っており、「王楽が一人前になるまでは自分も頑張らないといけないと思っている」とも発言している。2008年に「NHK新人演芸大賞」落語部門大賞を受賞。
2009年10月、真打昇進。なお、王楽は五代目圓楽が死去する直前に真打昇進が決定していたため、好楽一門の預かり弟子になったことはないが、父親である好楽自身が直弟子でこそないが王楽は一門に入れていると発言している。同年12月、上方落語の定席天満天神繁昌亭で真打昇進披露興行を行う。繁昌亭初の真打昇進披露興行となった。
2017年11月以降、三遊亭兼好・三遊亭萬橘と共に落語芸術協会の新宿末廣亭の定席に交互枠で常時出演している他、同協会の興行にゲストなどでも度々顔付されている。2021年4月3日Yotubeチャンネルを開設。チャンネル名は「三遊亭王楽の落語部屋」。
2024年9月24日に、翌2025年2月20日付で「七代目三遊亭円楽」を襲名することが、所属する五代目円楽一門会から発表された。「三遊亭圓楽」の名跡は兄弟子である六代目円楽が2022年9月に死去した後は空き名跡となっていた。
2025年2月20日、七代目三遊亭円楽を襲名した。これに伴い自身のYoutubeチャンネルの名前を「七代目三遊亭円楽の落語部屋」に改名。2025年2月26日より、有楽町よみうりホールほかで「七代目三遊亭円楽襲名披露興行」が行われた。
2025年7月、落語芸術協会に客員として入会するとともに、寄席定席において襲名披露興行を執り行うことが発表された。

## 人物
二世落語家同士でもある二代目林家三平（ただし、三平は三世落語家）、三代目桂春蝶、二代目林家木久蔵 、月亭八光の4人と共に「坊ちゃん5」として落語会などイベントを行っている。その中でも二代目木久蔵とは、互いの父親が元彦六一門の兄弟弟子・笑点メンバーである若手落語家同士としてW親子会で共演したり、二人とも2006年1月に四派合同二つ目以下の若手で旗揚げした「平成噺し座」のメンバー同士であったりと接点が多く、公私共に親交がある。
また、親子会に関しては好楽門下にナポレオンズのボナ植木の子息が入門し、三遊亭かっ好（現：三遊亭好の助）となったため、「ナポレオンズ・好楽W親子会」も加わった。
2人いる姉のうち4歳上の次姉は、雑司が谷（都電鬼子母神前停留場・副都心線雑司が谷駅近隣）で和菓子店を経営している。王楽はブログで、次姉を「愚姉」・「家入家の恥密兵器」などと紹介している。また幼少期の1981年5月にNHK『お笑いオンステージ』の「減点ファミリー」のコーナーで姉2人とともに父親と共演したことがある。
2013年2月に歌舞伎役者・片岡孝太郎のチケット管理などを行う番頭を務めていた女性と結婚。息子二人の名付け親は春風亭小朝。2025年5月31日に長男・理史が三遊亭さと坊を名乗り、次男・理功が三遊亭こじ坊を名乗り、新宿末廣亭にて寄席デビューをした。
落語芸術協会所属の活動弁士坂本頼光は小・中学校の2学年後輩。
六代目円楽存命中は、好楽同様に圓楽襲名を狙っているとネタにすることが多々あった。笑点でも、自身の「真打昇進披露口上」に登場した際、「私には夢がありました。それは六代目圓楽襲名と同時に真打昇進という。しかし、残念なことに、某兄弟子に奪われ、只今絶望の淵に立たされております」とネタにしていた。また、「好楽という名前には全く興味がありません」とも発言している。
七代目円楽の襲名にあたっては、生前の六代目円楽の意向を受けた六代目の未亡人や、円楽一門会の他の落語家などから要望される形で襲名が決まった。本人は当初王楽の名に愛着があることなどから難色を示していたほか、父の好楽を含む家族からも反対の声が上がっており、好楽は当初六代目円楽一門の惣領弟子である楽生を推す動きをしていたことが明かされている。最終的には前述の要望を尊重する形で襲名することを決めた。

## 芸風
基本は古典落語中心だが、六代目桂文枝の創作落語（『読書の時間』など）を文枝自身に稽古をつけてもらって演じることもある。ゲスト付きの独演会は以前から行っていたが、最近ではゲスト無しの独演会も定期開催するようになる。ネタの数は1度のみ演じたのも含めて約200席ほど。

## 笑点Jr.メンバーとして
大喜利では、木久蔵と違った若旦那ぶりでお茶の間を沸かせている。しかし年間での出演回数は他のメンバーと比べて非常に少なく、2010年3月21日放送分を最後に出演しなくなった。

## 芸歴
- 2001年5月 - 五代目三遊亭圓楽に入門、「王楽」を名乗る。
- 2004年5月 - 二ツ目昇進。
- 2009年10月 - 真打昇進。
- 2025年2月 - 七代目三遊亭円楽を襲名。

## 出囃子
- 三下りかっこ（三遊亭王楽）
- 元禄花見踊（七代目三遊亭円楽）

## 受賞歴
- 2008年 - 「NHK新人演芸コンクール」落語部門大賞

## メディア出演

### テレビ
- BS笑点（BS日テレ） →笑点Jr.（日テレプラス） - メンバー入れ替え制のため、不定期出演。
- 笑点（日本テレビ） - 2006年5月14日放送分で好楽との師弟大喜利および2009年11月15日放送の「真打昇進披露口上」に出演。2022年12月11日に6代目三遊亭円楽の代役として出演。2025年1月1日放送の師弟大喜利に出演。
- にほんごであそぼ（NHK Eテレ）- 「花鹿亭のみなさん」として
- 第1回輝け!オールスター合唱コンクール（2006年9月16日・テレビ東京） - 落語家合唱団として参加、テナー担当。
- オールスター“らくご”暴露話（2007年1月3日・テレビ東京） - 落語指導役。
- あさイチ（2010年 - 2011年、NHK総合） - 映画ナビゲーター。
- 雑学王3時間スペシャル（2011年3月24日・テレビ朝日） - 解答者
- 映画天国（日本テレビ） - 番組ナビゲーターに就任。

### ラジオ
- どよう楽市（NHKラジオ第1） - 隔週で中継レポーターを担当。
- Friday Night Fever ☆円楽のシネマトーク＆ミュージック（2025年4月 - 、ミュージックバード）

### 映像作品
- 三遊亭王楽のOH!RAKUGO SHOW!!入門編（DVD） - CGを交えながらの初心者向け落語DVD。CG製作はFLASHアニメのトップランナーDLE。

## 著書
- 『円楽への道 七代目三遊亭円楽半生記』 七代目三遊亭円楽 著、春風亭小朝 寄稿 （竹書房） 2025年6月 ISBN 9784801945166 [15]